# Lijst van Atari Jaguar-spellen
Dit is een lijst van Atari Jaguar-spellen. Alle computerspellen zijn alfabetisch gerangschikt.
| Titel                                              | Jaar | Uitgever                                | Genre                           |
| -------------------------------------------------- | ---- | --------------------------------------- | ------------------------------- |
| AirCars                                            | 1997 | ICD                                     | Actiespel Autoracespel          |
| Alien vs Predator                                  | 1994 | Atari Corporation                       | Actiespel                       |
| Atari Karts                                        | 1995 | Atari Corporation                       | Autoracespel                    |
| Baldies                                            | 1995 | Atari Corporation                       | Strategiespel                   |
| Battlemorph                                        | 1995 | Atari Corporation                       | Actiespel                       |
| BattleSphere                                       | 2000 | 4Play/ScatoLogic                        | Actiespel Simulatiespel         |
| Blue Lightning                                     | 1995 | Atari Corporation                       | Actiespel Simulatiespel         |
| Brain Dead 13                                      | 1996 | ReadySoft Incorporated                  | Actiespel                       |
| Breakout 2000                                      | 1996 | Atari Corporation Telegames             | Actiespel                       |
| Brutal Sports Football                             | 1994 | Telegames                               | Sportspel                       |
| Bubsy In: Fractured Furry Tales                    | 1994 | Atari Corporation                       | Actiespel                       |
| Cannon Fodder                                      | 1995 | Virgin Interactive Entertainment        | Actiespel Strategiespel         |
| Checkered Flag                                     | 1994 | Atari Corporation                       | Autoracespel                    |
| Club Drive                                         | 1994 | Atari Corporation                       | Autoracespel                    |
| Cybermorph                                         | 1993 | Atari Corporation                       | Actiespel                       |
| Defender 2000                                      | 1996 | Atari Corporation                       | Actiespel                       |
| DOOM                                               | 1994 | Atari Corporation                       | Actiespel                       |
| Double Dragon V: The Shadow Falls                  | 1995 | Tradewest                               | Actiespel                       |
| Dragon's Lair                                      | 1995 | ReadySoft Incorporated                  | Actiespel                       |
| Dragon: The Bruce Lee Story                        | 1994 | Atari Corporation                       | Actiespel                       |
| Fight for Life                                     | 1996 | Atari Corporation                       | Actiespel                       |
| Flashback                                          | 1995 | U.S. Gold                               | Actiespel                       |
| FlipOut!                                           | 1995 | Atari Corporation                       | Strategiespel                   |
| Frog Feast                                         | 2007 | OlderGames                              | Actiespel                       |
| Head-On Soccer                                     | 1995 | Atari Corporation                       | Sportspel                       |
| Highlander: The Last of the MacLeods               | 1995 | Atari Corporation                       | Actiespel                       |
| Hover Strike                                       | 1995 | Atari Corporation                       | Actiespel Simulatiespel         |
| Hover Strike: Unconquered Lands                    | 1995 | Atari Corporation                       | Actiespel Simulatiespel         |
| The Humans                                         | 1994 | Atari Corporation                       | Strategiespel                   |
| HyperForce                                         | 2000 | Songbird Productions                    | Actiespel                       |
| International Sensible Soccer                      | 1995 | Telegames                               | Actiespel Sportspel             |
| Iron Soldier                                       | 1994 | Atari Corporation                       | Actiespel Simulatiespel         |
| Iron Soldier 2                                     | 1997 | Atari Corporation Telegames             | Actiespel Simulatiespel         |
| I-War                                              | 1995 | Atari Corporation                       | Actiespel                       |
| Kasumi Ninja                                       | 1994 | Atari Corporation                       | Actiespel                       |
| Missile Command 3D                                 | 1995 | Atari Corporation                       | Actiespel                       |
| Mutant Penguins                                    | 1996 | Atari Corporation                       | Actiespel Strategiespel         |
| Myst                                               | 1995 | Atari Corporation Sun Corporation       | Avonturenspel                   |
| NBA Jam Tournament Edition                         | 1995 | Atari Corporation Acclaim Entertainment | Actiespel Sportspel             |
| Pinball Fantasies                                  | 1995 | 21st Century Entertainment              | Actiespel                       |
| Pitfall: The Mayan Adventure                       | 1995 | Activision Atari Corporation            | Actiespel                       |
| Power Drive Rally                                  | 1995 | Time Warner Interactive                 | Autoracespel                    |
| Primal Rage                                        | 1995 | Time Warner Interactive                 | Actiespel                       |
| Protector                                          | 1999 | Songbird Productions                    | Actiespel                       |
| Raiden                                             | 1994 | Atari Corporation                       | Actiespel                       |
| Rayman                                             | 1995 | Ubisoft                                 | Actiespel                       |
| Robinson's Requiem                                 | 2011 | Songbird Productions                    | Avonturenspel RPG Simulatiespel |
| Ruiner Pinball                                     | 1995 | Atari Corporation                       | Actiespel                       |
| Sensible Soccer: European Champions: 92/93 Edition | 1995 | Telegames                               | Actiespel Sportspel             |
| Skyhammer                                          | 2000 | Songbird Productions                    | Actiespel                       |
| Soccer Kid                                         | 1996 | ReadySoft Incorporated                  | Actiespel                       |
| Space Ace                                          | 1995 | ReadySoft Incorporated                  | Actiespel                       |
| Super Burnout                                      | 1995 | Virtual Xpérience Atari Corporation     | Autoracespel                    |
| Supercross 3D                                      | 1995 | Atari Corporation                       | Autoracespel                    |
| SuperFly                                           | 2010 | Reboot                                  | Actiespel                       |
| Syndicate                                          | 1995 | Ocean Software                          | Actiespel Strategiespel         |
| Tempest 2000                                       | 1994 | Atari Corporation                       | Actiespel                       |
| Theme Park                                         | 1995 | Ocean Software                          | Strategiespel                   |
| Total Carnage                                      | 2005 | Songbird Productions                    | Actiespel                       |
| Towers II: Plight of the Stargazer                 | 1996 | Telegames                               | RPG                             |
| Trevor McFur in the Crescent Galaxy                | 1993 | Atari Corporation                       | Actiespel                       |
| Troy Aikman NFL Football                           | 1995 | Williams Entertainment                  | Sportspel                       |
| Ultra Vortek                                       | 1995 | Atari Corporation                       | Actiespel                       |
| Val d'Isère Skiing and Snowboarding                | 1994 | Atari Corporation                       | Sportspel                       |
| Vid Grid                                           | 1995 | Atari Corporation                       | Strategiespel                   |
| White Men Can't Jump                               | 1995 | Atari Corporation                       | Actiespel Sportspel             |
| Wolfenstein 3D                                     | 1994 | Atari Corporation                       | Actiespel                       |
| World Tour Racing                                  | 1997 | Atari Corporation Telegames             | Autoracespel                    |
| Worms                                              | 1998 | Telegames                               | Strategiespel                   |
| Zero 5                                             | 1997 | Telegames                               | Actiespel                       |
| Zool 2                                             | 1994 | Atari Corporation                       | Actiespel                       |
| Zoop                                               | 1996 | Atari Corporation                       | Actiespel Strategiespel         |